# Maddie Gardner
Pour les articles homonymes, voir Gardner.
Maddie Gardner (née Mary Maddison Gardner le 13 juillet 1993) est une cheerleader américaine reconnue internationalement. Elle a été voltigeuse chez les Cheer Extreme Allstars dans la catégorie Large Senior All-Girl Level five de 2006 à 2012. Elle a gagné deux fois avec son équipe la médaille d'or de la compétition mondiale de cheerleading (Worlds) (en) en 2010 et en 2012,.
Sa contribution la plus notable a été de faire la première performance[style à revoir] d'un « 360 ball up tick-tock », en 2010, une figure de cheerleading très difficile à réaliser. Cette figure, qui a été faite à la compétition mondiale de cheerleading (Worlds), a fait de Maddie une des cheerleaders les plus connues à travers le monde[réf. souhaitée].